# جغرافیای استونی

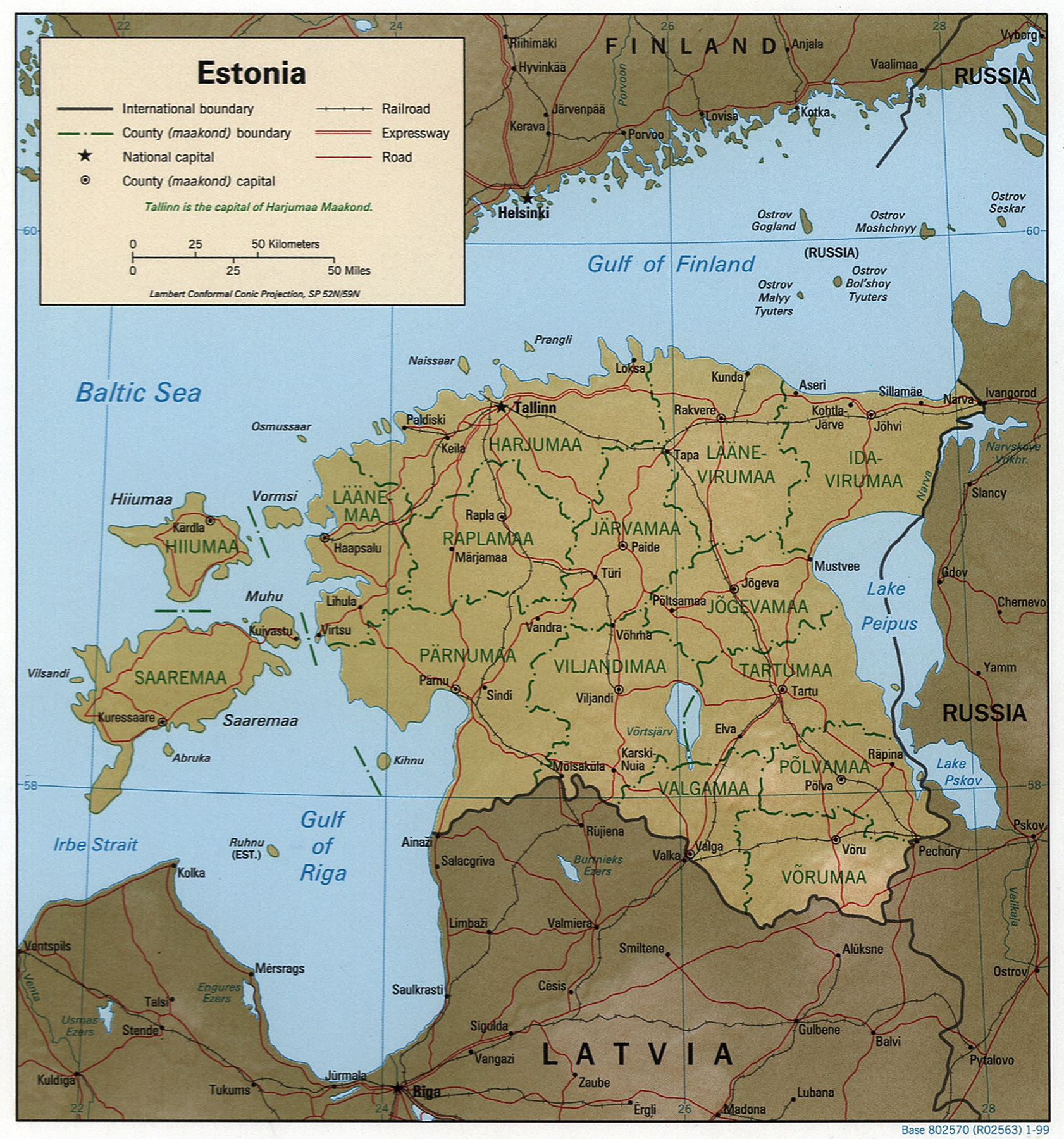
نقشه استونی

استونی در بین ۵۷٫۳ و ۵۹٫۵ عرض و ۲۱٫۵ و ۲۸٫۱ طول جغرافیایی در سواحل شرقی دریای بالتیک و در شمال غرب قاره اروپا واقع است. خلیج فنلاند در شمال، کشور روسیه در شرق و کشور لتونی در جنوب آن قرار دارد. میانگین ارتفاع در استونی ۵۰ متر (۱۶۴ فوت) می‌باشد.
استونی دارای آب و هوایی دریایی و مرطوب، زمستان‌های معتدل و تابستان‌های خنک است که دارای مقادیری از منابع سنگ نفت و سنگ آهک و دارای پوشش جنگل ۴۷٪ است. بیش از ۱۵۰۰ دریاچه، باتلاق‌های متعدد و ۱۳۹۳ کیلومتر خط ساحلی از دیگر مشخصات جغرافیایی استونی است.
مساحت این کشور ۴۵٬۲۲۶ کیلومتر مربع (۱۷٬۴۶۲ مایل مربع) است که شامل ۱۵۲۰ جزیره مسکونی و غیرمسکونی می‌شود، سارما (۲٬۶۷۳ کیلومتر مربع) و هیوما (۹۸۹ کیلومتر مربع) از برزگترین جزیره‌های استونی محسوب می‌شوند.
دریاچه پیپوس با ۳٬۵۵۵ کیلومتر مربع یا ۱٬۳۷۳ مایل مربع مساحت بزرگترین دریاچه این کشور است که در شرق استونی و در مرز کشور روسیه قرار دارد، دریاچه وورتسیارو نیز با ۲۷۰ کیلومتر مربع مساحت که در مرکز استونی قرار دارد دومین دریاچه بزرگ این کشور است. رودهای امایوگی و ناروا از مهم‌ترین رودهای استونی محسوب می‌شوند.
استونی دارای آب و هوای معتدل و چهار فصل است که میانگین دمای آن ۱۶٫۳ °C (۶۱٫۳ °F)  تا ۱۷٫۱ °C (۶۲٫۸ °F) در ماه ژوئیه، در گرم‌ترین و از −۳٫۵ °C (۲۵٫۷ °F) تا −۷٫۶ °C (۱۸٫۳ °F) در ماه فوریه در سردترین زمان سال می‌رسد.
روهنو از جزیره‌های دیدنی استونی است. جنوبی‌ترین جزیره استونی واقع در خلیج ریگا در دریای بالتیک است. این جزیره به لاتویا نزدیکتر است تا خاک اصلی استونی. سایر جزایر کوچک برای ماهیگیری، قایق‌رانی و دیدن گونه‌های مختلف پرندگان استفاده می‌شوند. ظاهر این جزیره‌ها متفاوت است؛ بعضی زمینی صاف و شن‌وماسه‌ای دارند و بعضی دیگر پوشیده از جنگل‌های انبوه و انواع گیاهان هستند. تنوع زیستگاه‌های موجود و خلیج کم‌عمق و مزارع پوشیده از نی، به نوبه خود حفاظی در مقابل حیوانات درنده و شکارچیان شکل داده و شرایط مطلوبی برای زیست انواع گونه‌های گیاهی و جانوری ایجاد نموده‌اند. جزیره نایسار (Naissaar) در دوازده کیلومتری تالین محل قرارگیری کلیسایی ساخته شده در سال ۱۹۳۴ است. این کلیسا معماری ساده‌ای دارد اما به هنرمندی با مواد اولیه در دسترس تزئین شده‌است. کوه‌نوردی در مجموعه جزایر پارک ملی ماتسالو (Matsalu) و کوه‌های اطراف جزیره تاوکسی (Tauksi) از برنامه‌های تورهای گردشگری منطقه‌است. از ماه می تا سپتامبر رفت‌وآمد به جزیره پرانگلی (Prangli)، نزدیکترین جزیره مسکونی به تالین، بیشتر می‌شود. این جزیره دارای مناظر زیبا طبیعی، از جمله سواحل شنی است. تاریخ این سرزمین به قرن ۱۳ برمی‌گردد و به همین دلیل قصه‌های زیادی دربارهٔ آن شنیده می‌شود. موزه و کلیساهایی در این جزیره وجود دارند.

## مناطق و مرزها
مساحت:

مجموع:   ۴۵٬۲۲۶ کیلومتر مربع

زمینی: ۴۳٬۲۱۱ کیلومتر مربع

دریایی: ۲٬۰۱۵ کیلومتر مربع

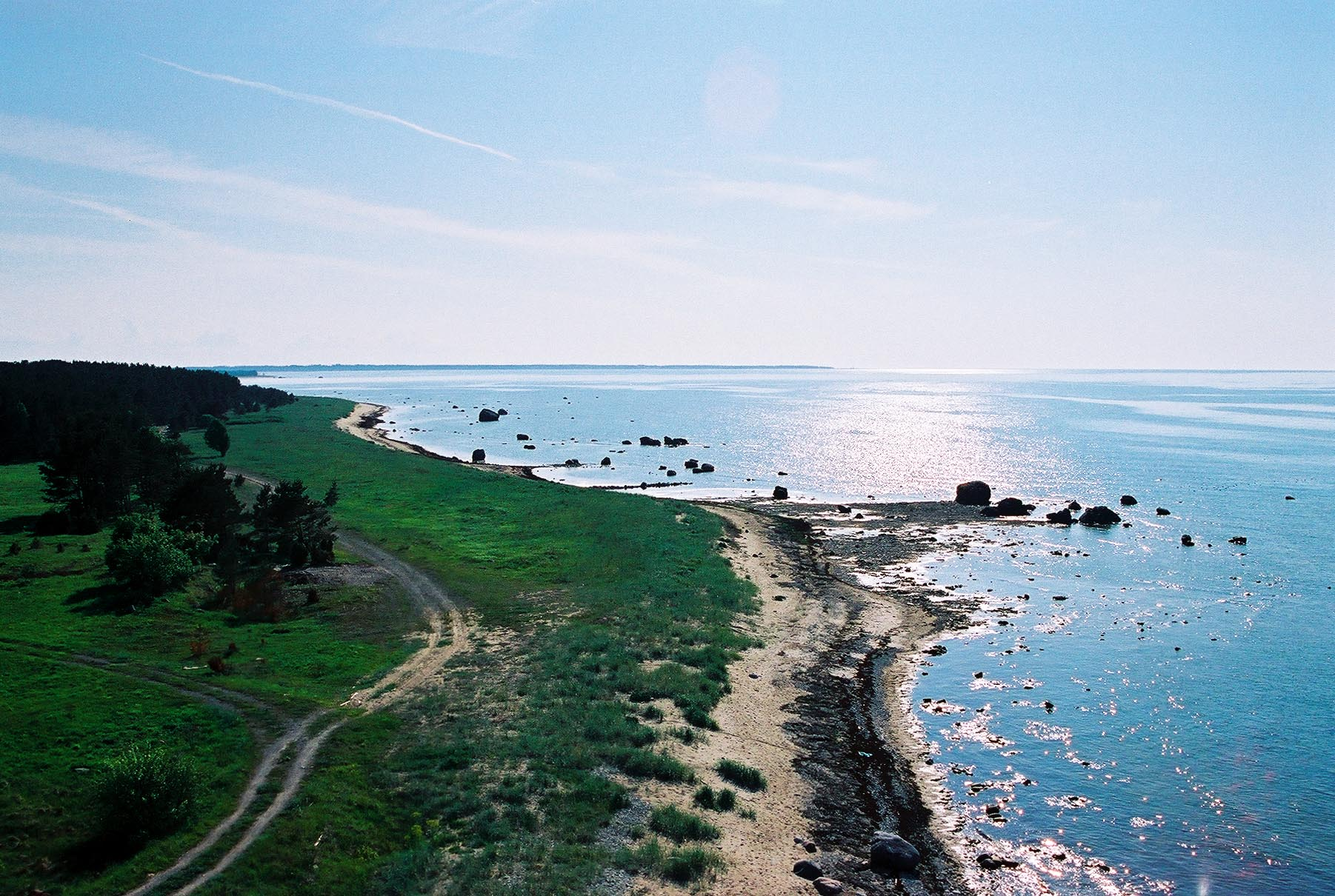
ساحل شمال غربی استونی نزدیکی نوا، شهرستان لنه

نکته: شامل ۱۵۲۰ جزیره در دریای بالتیک

## مرزهای زمینی
مجموع: ۶۳۳ کیلومتر

مرز با کشورها: لتونی ۳۳۹ کیلومتر, روسیه ۲۹۴ کیلومتر
خطوط ساحلی: ۳٬۷۹۴ کیلومتر

## ارتفاع
پایین‌ترین نقطه: دریای بالتیک ۰ متر

بلندترین نقطه: سور موناماگی ۳۱۸ متر